# Реакция Кочешкова
Реакция Кочешкова — метод синтеза замещенных галогенстаннанов взаимодействием тетразамещенных станнанов R4Sn (где R = алкил, арил) с тетрагалогенидами олова SnHal4 (Hal — галогены, обычно хлор).
При соотношении реагентов 3 : 1 и 200°С образуется главным образом монохлорстаннаны R3SnHal, при 1 : 1 и 200°С — дихлорстаннаны R2SnHal2, при 1 : 3 и 100°С — трихлорстаннаны RSnHal3.
В отличие от других способов синтеза замещенных галогенстаннанов, реакция Кочешкова позволяет получать как арил- так и алкилгалогенстаннаны.
Реакция открыта К. А. Кочешковым в 1929 году.